# Фолстон (Северна Каролина)
Фолстон (енгл. Fallston) град је у америчкој савезној држави Северна Каролина.

## Демографија
По попису из 2010. године број становника је 607, што је 4 (0,7%) становника више него 2000. године.
| Група             | 2000.       | 2010.       |
| Белци             | 577 (95,7%) | 563 (92,8%) |
| Афроамериканци    | 18 (3,0%)   | 31 (5,1%)   |
| Азијати           | 1 (0,2%)    | 0 (0,0%)    |
| Хиспаноамериканци | 6 (1,0%)    | 4 (0,7%)    |
| Укупно            | 603         | 607         |